# Canterburská scéna
Canterburská scéna označuje britské progresivně rockové hudebníky působící v okolí města Canterbury v období šedesátých a sedmdesátých let dvacátého století. Typické je pro ně kombinace jazz rock fusion a obecně jazzových prvků s psychedelic rockem, někdy jsou zde patrné i vlivy folku nebo blues. Jednou z prvních skupin označovaných tímto termínem byla skupina The Wilde Flowers založená roku 1964. Mezi pozdější skupiny patří například Matching Mole, Soft Machine, Caravan, Gong, Hatfield and the North nebo National Health. Za nejuznávanější alba žánru jsou považována In The Land Of Grey And Pink od Caravanu, Rock Bottom od Roberta Wyatta, Third od Soft Machine, You od skupiny Gong a některá další.

## Canterburská scéna hudebník
- Gong, Hippie, jazz rock, space rock
- Steve Hillage
- Kevin Ayers
- Nucleus
- Egg
- Robert Wyatt
- Caravan
- Khan
- Soft Machine
- Quiet Sun
- Supersister